# Liste der Kantone im Département Puy-de-Dôme
Das Département Puy-de-Dôme liegt in der Region Auvergne-Rhône-Alpes in Frankreich. Es untergliedert sich in fünf Arrondissements mit 31 Kantonen (französisch cantons).
Siehe auch: Liste der Gemeinden im Département Puy-de-Dôme

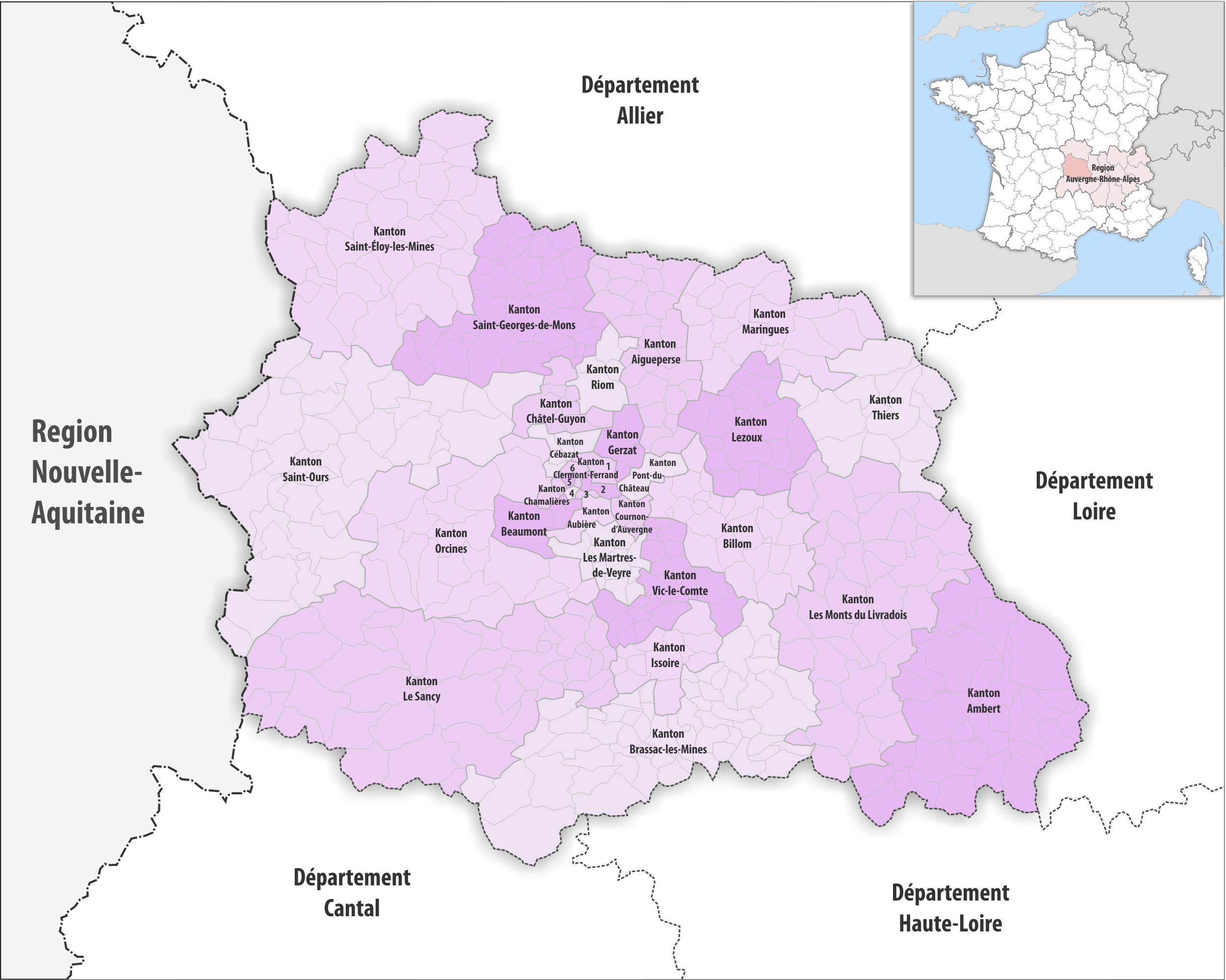
Gemeinden und Kantone im Département Puy-de-Dôme

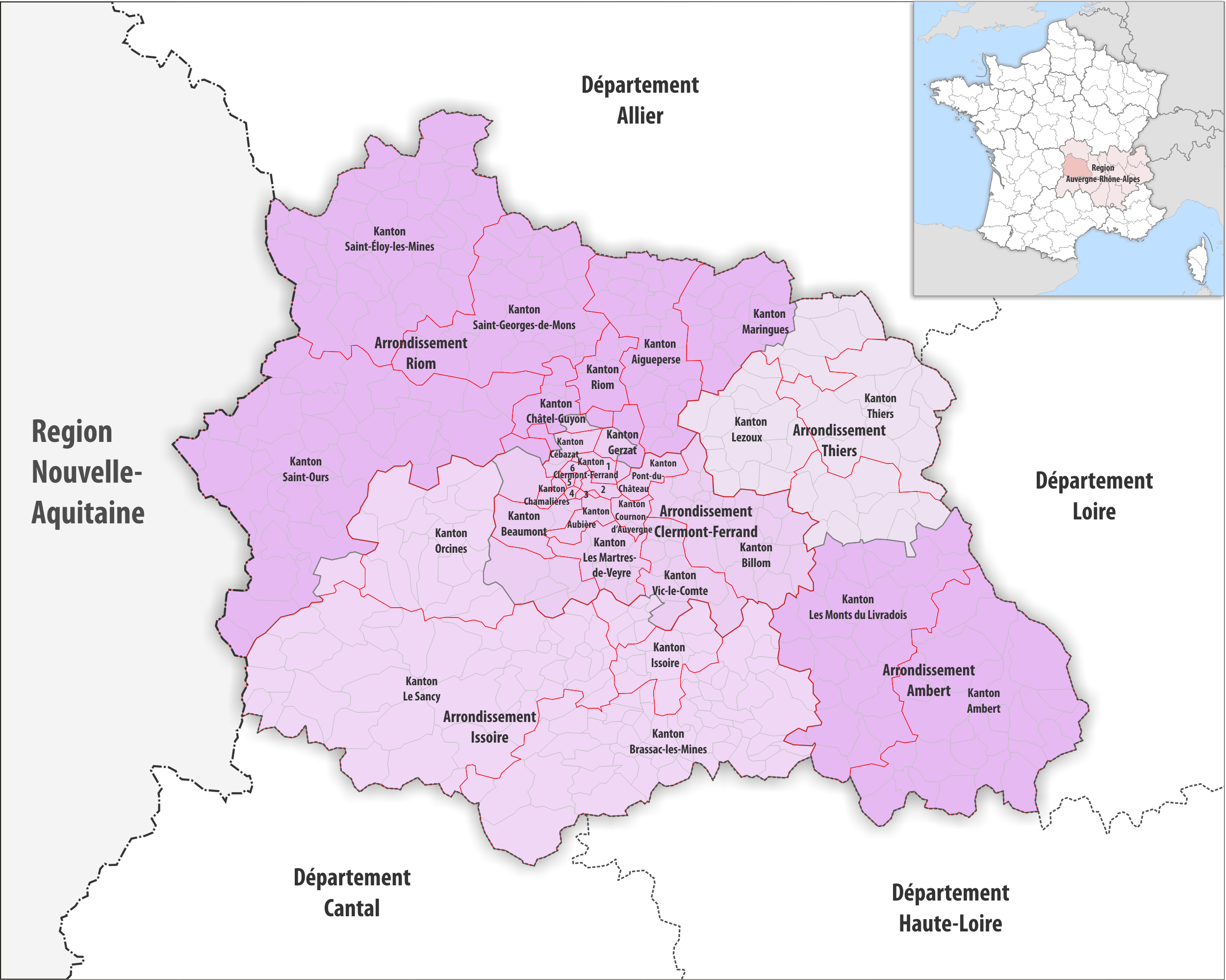
Gemeinden, Arrondissemente und Kantone im Département Puy-de-Dôme

| Kanton                  | Gemeinden | Einwohner 1. Januar 2022 | Fläche km² | Dichte Einw./km² | Code INSEE | Arrondissement(e)               |
| ----------------------- | --------- | ------------------------ | ---------- | ---------------- | ---------- | ------------------------------- |
| Aigueperse              | 24        | 22.507                   | 267,40     | 84               | 6301       | Riom                            |
| Ambert                  | 30        | 17.931                   | 670,49     | 27               | 6302       | Ambert                          |
| Aubière                 | 3         | 21.053                   | 28,42      | 741              | 6303       | Clermont-Ferrand                |
| Beaumont                | 3         | 21.309                   | 64,94      | 328              | 6304       | Clermont-Ferrand                |
| Billom                  | 23        | 21.504                   | 256,51     | 84               | 6305       | Clermont-Ferrand                |
| Brassac-les-Mines       | 57        | 23.610                   | 745,01     | 32               | 6306       | Issoire                         |
| Cébazat                 | 5         | 19.407                   | 33,48      | 580              | 6307       | Clermont-Ferrand, Riom          |
| Chamalières             | 2         | 22.011                   | 10,39      | 2.118            | 6308       | Clermont-Ferrand                |
| Châtel-Guyon            | 8         | 23.939                   | 78,85      | 304              | 6309       | Clermont-Ferrand, Riom          |
| Clermont-Ferrand-1      | 1⁄6       | 22.127                   | 15,67      | 1.412            | 6310       | Clermont-Ferrand                |
| Clermont-Ferrand-2      | 1⁄6       | 25.251                   | 11,47      | 2.201            | 6311       | Clermont-Ferrand                |
| Clermont-Ferrand-3      | 1⁄6       | 24.478                   | 3,41       | 7.178            | 6312       | Clermont-Ferrand                |
| Clermont-Ferrand-4      | 1⁄6       | 22.904                   | 2,54       | 9.017            | 6313       | Clermont-Ferrand                |
| Clermont-Ferrand-5      | 1⁄6       | 26.606                   | 3,19       | 8.340            | 6314       | Clermont-Ferrand                |
| Clermont-Ferrand-6      | 1⁄6       | 26.385                   | 6,39       | 4.129            | 6315       | Clermont-Ferrand                |
| Cournon-d’Auvergne      | 2         | 25.475                   | 22,80      | 1.117            | 6316       | Clermont-Ferrand                |
| Gerzat                  | 4         | 17.738                   | 44,73      | 397              | 6317       | Clermont-Ferrand, Riom          |
| Issoire                 | 10        | 21.363                   | 112,62     | 190              | 6318       | Issoire                         |
| Lezoux                  | 14        | 19.687                   | 229,10     | 86               | 6319       | Thiers                          |
| Maringues               | 20        | 17.960                   | 334,02     | 54               | 6320       | Riom, Thiers                    |
| Les Martres-de-Veyre    | 11        | 22.283                   | 85,94      | 259              | 6321       | Clermont-Ferrand                |
| Les Monts du Livradois  | 38        | 17.812                   | 747,33     | 24               | 6322       | Ambert, Thiers                  |
| Orcines                 | 23        | 18.321                   | 527,58     | 35               | 6323       | Clermont-Ferrand, Issoire, Riom |
| Pont-du-Château         | 3         | 24.170                   | 48,98      | 493              | 6324       | Clermont-Ferrand                |
| Riom                    | 5         | 23.970                   | 63,94      | 375              | 6325       | Riom                            |
| Saint-Éloy-les-Mines    | 35        | 15.775                   | 700,42     | 23               | 6326       | Riom                            |
| Saint-Georges-de-Mons   | 28        | 19.550                   | 410,10     | 48               | 6327       | Riom                            |
| Saint-Ours              | 40        | 17.034                   | 971,69     | 18               | 6328       | Issoire, Riom                   |
| Le Sancy                | 42        | 19.040                   | 992,35     | 19               | 6329       | Issoire                         |
| Thiers                  | 13        | 22.291                   | 306,61     | 73               | 6330       | Thiers                          |
| Vic-le-Comte            | 19        | 20.894                   | 173,29     | 121              | 6331       | Clermont-Ferrand, Issoire       |
| Département Puy-de-Dôme | 463       | 664.385                  | 7.969,66   | 83               | 63         | –                               |

## Liste ehemaliger Kantone
Bis zum Neuzuschnitt der französischen Kantone im März 2015 war das Département Puy-de-Dôme wie folgt in 61 Kantone unterteilt:
| Arrondissement   | Kantone |
| ---------------- | --- |
| Ambert           | Ambert, Arlanc, Cunlhat, Olliergues, Saint-Amant-Roche-Savine, Saint-Anthème, Saint-Germain-l’Herm, Viverols |
| Clermont-Ferrand | Aubière, Beaumont, Billom, Bourg-Lastic, Chamalières, Clermont-Ferrand-Centre, Clermont-Ferrand-Est, Clermont-Ferrand-Nord, Clermont-Ferrand-Nord-Ouest, Clermont-Ferrand-Ouest, Clermont-Ferrand-Sud, Clermont-Ferrand-Sud-Est, Clermont-Ferrand-Sud-Ouest, Cournon-d’Auvergne, Gerzat, Herment, Montferrand, Pont-du-Château, Rochefort-Montagne, Royat, Saint-Amant-Tallende, Saint-Dier-d’Auvergne, Vertaizon, Veyre-Monton, Vic-le-Comte |
| Issoire          | Ardes, Besse-et-Saint-Anastaise, Champeix, Issoire, Jumeaux, Saint-Germain-Lembron, Sauxillanges, Tauves, La Tour-d’Auvergne |
| Riom             | Aigueperse, Combronde, Ennezat, Manzat, Menat, Montaigut, Pionsat, Pontaumur, Pontgibaud, Randan, Riom-Est, Riom-Ouest, Saint-Gervais-d’Auvergne |
| Thiers           | Châteldon, Courpière, Lezoux, Maringues, Saint-Rémy-sur-Durolle, Thiers |